# Клестова, Ирина Борисовна
Ирина Борисовна Клестова (Хлестова) (13 марта 1907, Саратов, Российская империя — 18 января 1988, Париж, Франция) — французская художница, живописец.

## Биография
Родилась 13 марта 1907 года в Саратове. Училась в частном училище Ф. И. Рерберга в Москве.
В 1925 году эмигрировала в Европу. В 1925—1926 годах училась в Римской академии изящных искусств.
В Венеции она познакомилась с художником Львом Чистовским, который впоследствии стал её супругом. В 1926 году они поселились в Париже на Монпарнасе в тупике Руэ .
В 1930-е годы Клестова вместе с мужем переехала в город Сеневьер на юго-западе Франции, где помимо творчества занималась выращиванием орхидей, служивших ей постоянными моделями.

## Творчество
Клестова писала портреты, пейзажи, ню и натюрморты в салонно-академической манере. Наибольшую известность получили её натюрморты с пышными цветами — розами, георгинами, пионами, лилиями и орхидеями.
Клестова была членом французского Национального общества изящных искусств  и Общества независимых художников.
В 1931 году участвовала в выставке художественной секции «Объединения русских, окончивших высшие учебные заведения за рубежом». Участвовала в салонах Независимых (1939—1975), Медонском салоне (1945), Весенних салонах (1947, 1948), салонах «Свободное искусство» (1947, 1948), в ряде выставок в Великобритании и США. Провела ряд персональных выставок во Франции.
Некоторые её работы вошли в книгу американского художника Уолтера Т. Фостера  «Как рисовать и писать цветы», которая многократно переиздавалась на разных языках.
Картины художницы хранятся в Музее изящных искусств в Вильфранш-де-Руэрг, Музее изящных искусств в Шато-де-Сеневьер, галереях Великобритании и США, а также частных коллекциях.
И. Б. Клестова умерла 18 января 1988 года в Париже, похоронена в Сеневьере вместе с мужем.